# Limenitis trinitad
Limenitis trinitad är en fjärilsart som beskrevs av William James Kaye 1914. Limenitis trinitad ingår i släktet Limenitis och familjen praktfjärilar. Inga underarter finns listade i Catalogue of Life.